# Niger na Letnich Igrzyskach Olimpijskich 1968
Niger na Letnich Igrzyskach Olimpijskich 1968 reprezentowało 2 zawodników (sami mężczyźni). Był to 2 start reprezentacji Nigru na letnich igrzyskach olimpijskich.

## Skład kadry

### Boks
Mężczyźni
- Issaka Daboré
- Dary Dasuda